# 大気力学
大気力学（たいきりきがく、英:Dynamic meteorology または Atmospheric dynamics）とは、地球の大気の流体としてのふるまいを研究する、気象学および流体力学の一分野。気象力学ともいう。

## 大気力学の基本的な考え方
広大な地球の大気中では、場所によって気温・湿度・気圧などの物理量や組成が異なる。この性質は短期的にみると保存されているが、時間とともに風によって混合されたり、外部からの物理的効果（加熱など）によって性質が変化する。これらの変化は特に大気擾乱の発生に深く関わっており、大気の動きを方程式に表すことで擾乱を論理的に説明できる。
大気力学では、ある程度の容積をもった大気をかたまり（空気塊）とみなし、その移動を論じる。メソスケールの多くの場合、また総観スケールのほとんどの場合、空気塊内内外の混合は起こりにくいため、塊がそのまま移動する移流という考え方を用いる。一般的に大気力学は総観スケールで論じられることが多い。

## 大気に作用する力と典型的な三つの風
大気力学において特徴的なのが大気の運動を表現する座標系であり、一般的に、東西方向は東を正とするx軸、南北方向は北向きを正とするy軸、鉛直方向は上を正とするz軸をとる。例えば10m/sの北東の水平風であれば東向き7.1m/s、北向き7.1m/s、上向き0m/sというように分解され、さらに回転の速度と向きを表す渦度を取り入れて表現される。また、球体表面上の現象を扱うため、地球の自転によって生じるコリオリの力を考慮に入れる必要があり、大気では水平移動量が鉛直移動量よりもはるかに大きいため鉛直成分を無視して近似したコリオリパラメータ2Ω sinφ（Ωは地球自転の角速度、φは緯度）を水平移流の系数として用いる。これに関連して、回転場では遠心力も働く。この2力は移流の原動力である気圧傾度力と打ち消し合い、これらが釣り合った（平衡した）状態で風が吹く。この平衡状態には3つある。
地衡風はコリオリの力=気圧傾度力の状態で釣り合った時の風。等圧線が平行に近い時（ロスビー数が小さい時）に成り立ち、上空2kmの大気境界層以上の層では、実際にこれに近い風が吹いている。地衡風の場では、風を背にして立つと北半球では（南半球では反対）右手が気圧の高い方、左手が気圧の低い方になる（ボイス・バロットの法則）。
傾度風はコリオリの力+遠心力=気圧傾度力の状態で釣り合った時の風。等圧線の屈曲が多い（ロスビー数が大きい時）に遠心力が増大することで成り立ち、台風や爆弾低気圧などでは実際にこれに近い風が吹いている。
旋衡風は遠心力=気圧傾度力の状態で釣り合った時の風。水平規模が小さくコリオリの力のほとんど受けないことで成り立ち、竜巻や塵旋風などでは実際にこれに近い風が吹いている。旋衡風ではボイス・バロットの法則は適用されず、回転の向きはランダムである。
傾圧の場では、温度の不均衡によって北半球では高温側を右手にするように風が吹く温度風の成分も加わる。また、地表付近では、地面・海面や植生・構造物による摩擦力が作用して、地衡風におけるボイス・バロットの法則に対して低気圧方向に風向がずれる。その角度は海上で15 - 30°程度、陸上で30 - 45°程度とされる。このほか、重力が作用する重力波、地形などの影響によるロスビー波、傾圧を順圧に戻そうとする作用による傾圧不安定波、コリオリパラメータの符号が変わるために赤道付近で発生する赤道波などの、慣性振動による大気波も大気の運動に作用する。
これらをまとめて記述する方程式系として、静水圧平衡に近い（静水圧近似が成り立つ）総観スケール以上ではプリミティブ方程式、静水圧近似が成り立たないメソスケール以下では非静力学方程式が用いられる。